# اونیباس
اونیباس (انگلیسی: Mascarello Carrocerias de Ônibus) شرکت اتوبوس‌سازی برزیلی است، که در سال ۲۰۰۳ تأسیس شد.